# Henriette Campan
Jeanne Louis Henriette Campan (Parijs, 6 oktober 1752 – Mantes, 16 maart 1822) was een Franse onderwijzer, schrijver en hofdame.

## Biografie
Henriette Campan werd geboren in een rijke familie, de familie Genest, en ze kreeg uitstekend onderwijs in literatuur, muziek en talen en ze stond bekend vanwege haar onberispelijke dictie. Op haar vijftiende werd ze voorlezer en docent van de kinderen van Lodewijk XV van Frankrijk. Vanaf 1770 ging ze deel uitmaken van de hofhouding van Marie Antoinette van Oostenrijk. Tussen 1774 en 1792 Campan hofdame van de Franse koningin. Volgens haar eigen memoires had Campan een goede band met de koningin, ondanks dat ze qua politiek meer liberalere standpunten had.
In 1792 brandde Campans huis af tijdens de Franse Revolutie. Nadat de Jacobijnen uit de macht waren gezet besloot ze om met het restant van haar geld een instituut op te zetten voor het meisjesonderwijs in Saint-Germain-en-Laye. Hier verkregen de dochters van James Monroe, Thomas Pinckney en Joséphine de Beauharnais hun onderwijs.
Napoleon zou haar vervolgens benoemen tot de directeur van de school die hij in Écouen had opgezet voor de verweesde dochters van soldaten die onderscheiden waren met het Legioen van Eer. Campan behield deze positie tot 1814 toen de Bourbons terugkeerden als koning van Frankrijk. Ze ging vervolgens met pensioen en verhuisde in 1815 naar Mantes-la-Jolie vanwege een verslechterde gezondheid.

## Onderwijskunde
Campan was haar tijd ver vooruit en was van mening dat het onderwijs voor vrouwen meer moest zijn dan alleen het leren lezen en schrijven. Ze vond dan ook dat vrouwen ook meer moderne talen moesten leren, maar ook vakken als wiskunde, geschiedenis en geografie. Daarnaast was Campan ook van mening dat straffen niet excessief mochten zijn of repetitief.